# Buada

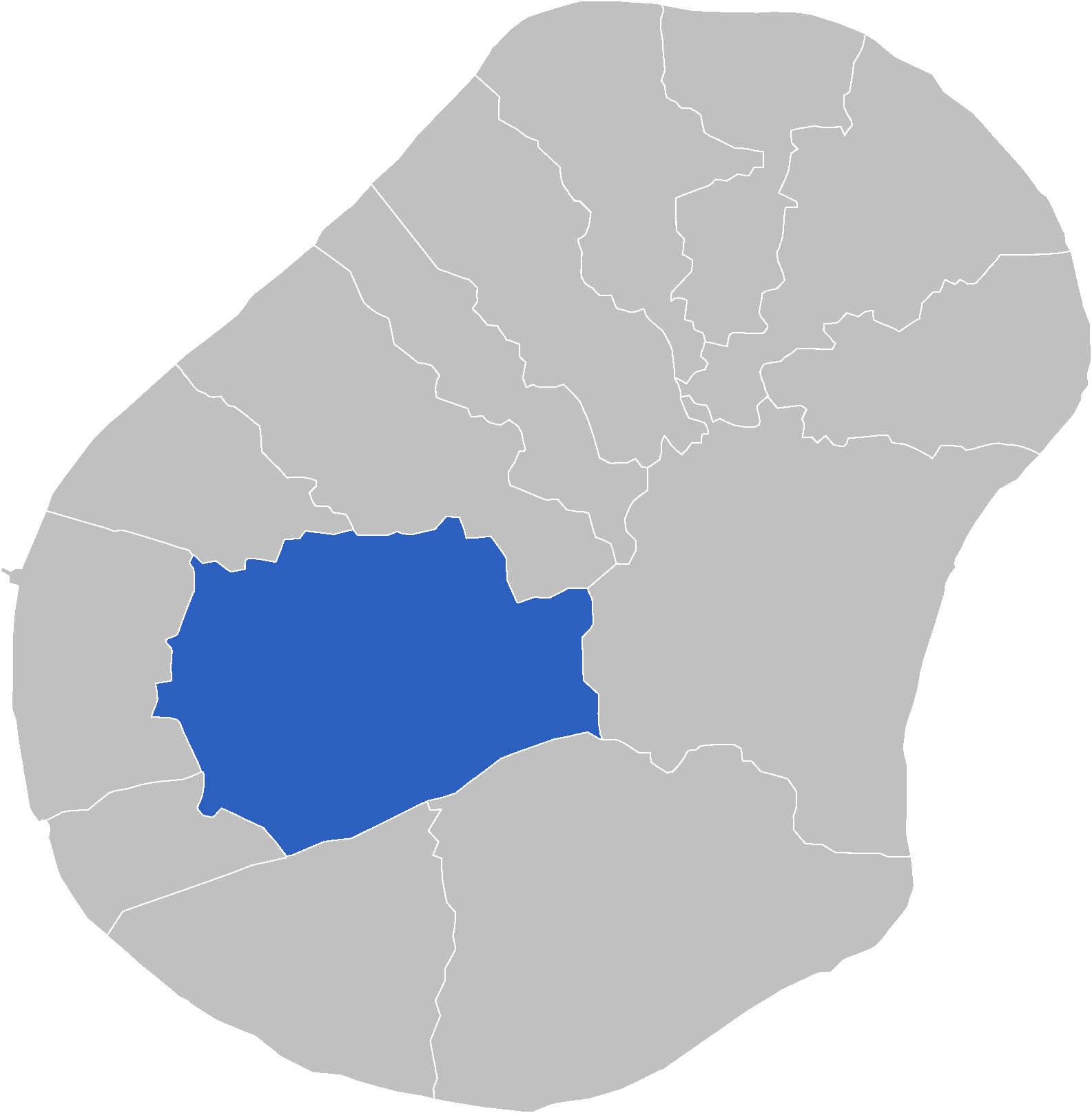
Distriktets läge på Nauru

Buada är ett distrikt och valkrets i landet Nauru. Buada ligger på den sydvästra delen av ön och täcker den centrala lagunen. Buada har en area på 2,6 km² och totalt 1 000 invånare (2004). Från valkretsen sänds två representanter till parlamentet i Yaren.

## Valresultat23 oktober2004
| Kandidat        | Röster |
| --------------- | ------ |
| Roland Kun      | 145,32 |
| Lyn Adam        | 131,97 |
| Thomas Star     | 123,24 |
| Vinson Detenamo | 122,61 |
| Palik Agir      | 109,11 |
| Nelson Tamakin  | 104,79 |
| Manfred Depaune | 84,89  |

## Valresultat3 maj2003
| Kandidat        | Röster |
| --------------- | ------ |
| Vinson Detenamo | 144,04 |
| Lyn Adam        | 128,46 |
| Thomas Star     | 119,22 |
| Roland Kun      | 109,6  |
| Nelson Tamakin  | 103,26 |
| Bomere Depaune  | 88,46  |
| Trevor Bernicke | 78,87  |